# Еміль Гройль
Еміль Гройль (нім. Emil Greul; 29 грудня 1895, Арнштайн — 30 жовтня 1993, Бремен) — німецький військовий медик, віцеадмірал медичної служби, начальник санітарної служби і медичного управління крігсмаріне. Кавалер Лицарського хреста Хреста Воєнних заслуг з мечами.

## Біографія
1 травня 1915 року призваний на службу лейтенантом резерву в баварську польову артилерію. У листопаді 1918 року демобілізований. Член музичної академічної спілки Вюрцбурга. 11 березня 1922 року вступив у військово-морський госпіталь в Вільгельмсгафені. Служив в Штральзунді, тропічному інституті в Гамбурзі. З 7 січня 1929 року — корабельний лікар крейсера «Берлін». У жовтні 1929 року відряджений в гінекологічну, 20 січня 1930 року — в дитячу клініку Кільського університету. З 1 березня 1930 року — референт санітарного відділу штабу військово-морської станції «Нордзе». З 2 жовтня 1935 року — головний лікар військово-морського госпіталю в Куксгафені, з 1 квітня 1939 року — в Везермюнде. 16 квітня 1941 року призначений начальником Військово-морської медичної академії. 1 жовтня 1943 року змінив Альфреда Фікенчера на посаді начальника Санітарного управління ОКМ і головного санітарного лікаря ВМС. Був одним із видавців журналу «Німецький військовий лікар» (нім. Der Deutsche Militärarzt).23 травня 1945 року взятий у полон, звільнений 17 серпня 1947 року.
Переконав Гартмута Нельдеке опублікувати свою першу роботу про медичне обслуговування на борту корабля і «продовжити пошук прихованих документів, особливо часів Другої світової війни, щоб використати уроки минулого заради теперішнього і майбутнього».
З 1948 року — президент земельної адміністрації охорони здоров'я Бремена, з 1953 до 1962 року — заступник директора сенату з питань охорони здоров'я.

## Нагороди
- Залізний хрест 2-го класу (2 червня 1918)
- Нагрудний знак «За поранення» в чорному
- Почесний хрест ветерана війни з мечами (30 січня 1935)
- Медаль «За вислугу років у Вермахті» 4-го, 3-го і 2-го класу (18 років; 2 жовтня 1936) — отримав 3 нагороди одночасно.
- Почесний знак Німецького Червоного Хреста 2-го класу
- Хрест Воєнних заслуг
  - 2-го класу з мечами (9 січня 1941)
  - 1-го класу з мечами (30 січня 1943)
- Лицарський хрест Хреста Воєнних заслуг з мечами (20 квітня 1945)